# Schlacht am Rischkipass
Die Schlacht am Rischkipass fand 759 zwischen dem bulgarischen und dem Byzantinischen Reich statt. Die Schlacht endete mit einer Niederlage der Byzantiner.

## Verlauf
Von 755 bis 775 unternahm der byzantinische Kaiser Konstantin V. mindestens neun Versuche das Bulgarische Reich zu erobern und das Territorium erneut in den byzantinischen Staat einzugliedern. Seine Anstrengungen scheiterten jedoch immer wieder am Widerstand der Bulgaren. 759 unter dem bulgarischen Herrscher Khan Winech griff Konstantin V. erneut an. Die Bulgaren konnten den Byzantinern jedoch am Rischkipass eine Niederlage beibringen. Konstantin geriet in einen Hinterhalt und ein Großteil seiner Armee wurde vernichtet, er selbst konnte mit wenigen Getreuen fliehen. Den Hergang der Schlacht schildert der Historiker Theophanes anschaulich in seiner Weltchronik.

## Folgen
Winech nutzte nach der Niederlage von Byzanz jedoch nicht seinen strategischen Vorteil und nahm Friedensverhandlungen auf. Die bulgarischen Fürsten waren mit dieser Politik nicht einverstanden und ließen den Khan 761 ermorden.